# Laverna
Laverna är i romersk mytologi tjuvarnas gudinna.
Den nu försvunna stadsporten Porta Lavernalis på Aventinen i Rom var uppkallad efter henne.
Asteroiden 2103 Laverna är uppkallad efter henne.